# Zhao Fan
Zhao Fan 赵藩, de la minorité ethnique des Bai, est un calligraphe chinois né à Jianchuan en 1851 et mort à Kunming en 1927.

## Œuvres
- la calligraphie des deux vers parallèles de Daguanlou à Kunming
- la composition et la calligraphie des vers parallèles du temple de Wuhou à Chengdu